# Melanargia meda
Melanargia meda är en fjärilsart som beskrevs av Grum-grshimailo 1895. Melanargia meda ingår i släktet Melanargia och familjen praktfjärilar. Inga underarter finns listade i Catalogue of Life.